# دستگاه مرجع غیرلخت
دستگاه مرجع غیرلَخت یا چارچوب مرجع غیرلَخت (به انگلیسی: Non-inertial reference frame) دستگاهی است که در آن قانون اول و دوم نیوتن معتبر نیستند، یعنی دستگاه مختصات دارای شتاب است. مانند دستگاه مختصات در حالت حرکت شتابدار مستقیم‌الخط و دستگاه مختصات در حال چرخش با سرعت ثابت یا شتاب‌دار.